# Herman Weber
Herman Weber (ur. 29 marca 1823 w Holzkirchen, zm. 11 listopada 1918 w Londynie) – brytyjski lekarz, pionier leczenia klimatycznego gruźlicy, kolekcjoner, twórca wielkiego zbioru monet starogreckich.

## Życiorys
W latach 1844–1848 studiował medycynę najpierw w Uniwersytecie w Marburgu, a następnie w Uniwersytecie w Bonn. W 1851 został przyjęty na rezydenturę w Szpitalu Niemieckim w Dalston, po której zakończeniu zdecydował się pozostać w Londynie. W 1855 został członkiem Royal College of Physicians. Sławę mu przyniosło wprowadzenie leczenia klimatycznego gruźlicy, podczas którego wielokrotnie osobiście zajmował się pacjentami podczas ich leczenia w Szwajcarii. W 1899 roku następca tronu Albert Edward von Sachsen-Coburg und Gotha, późniejszy król Edward VII mianował Webera delegatem na Kongres Prewencji Gruźlicy w Berlinie. Na emeryturę odszedł w 80 roku życia.

## Życie prywatne
Żonaty z Matyldą Grüning (1854), miał dwóch synów. Starszy – Frederick, był również znanym lekarzem. W 1899 roku otrzymał brytyjski tytuł szlachecki z rąk królowej Wiktorii.

## Osiągnięcia naukowe
W 1863 roku opisał pniowy zespół naprzemienny, nazwany później zespołem Webera.

## Kolekcja monet
W późniejszych latach życia został znanym kolekcjonerem antycznych monet greckich i stworzył ich kolekcję uważaną ówcześnie za najlepszą, zawierającą wiele unikatowych monet, kontynuowaną przez jego syna Fredericka. Zbiór został opublikowany w 1922 przez Leonarda Forrera (Descriptive catalogue of the collection of Greek coins formed by sir Herman Weber M.D.).